# Championnat de Suisse de combiné nordique 2000
Le championnat de Suisse de combiné nordique 2000 s'est déroulé le 2 avril 2000 à Prémanon, dans le Jura français. La course de fond, qui était un sprint de 15 kilomètres, a couronné Urs Kunz.

## Résultats
| Rang | Athlète           |
| ---- | ----------------- |
| 1    | Urs Kunz          |
| 2    | Andreas Hurschler |
| 3    | Ronny Heer        |
| 4    | Andreas Hartmann  |
| 5    | Lucas Vonlanthen  |
| 6    | Christoph Engel   |
| 7    | Roger Kamber      |
| 8    | Cheryl Kreyenbühl |
| 9    | Seppi Hurschler   |
| 10   | Robin Hammer      |

## Sources
- (de) Cet article est partiellement ou en totalité issu de l’article de Wikipédia en allemand intitulé « Schweizer Meisterschaften in der Nordischen Kombination 2000 » (voir la liste des auteurs).